# Дом здравља Врачар
Дом здравља Врачар је здравствени центар у Београду, који се налази на територији градске општине Врачар.

## Опште информације
Дом здравља „Врачар” је основан као Централна школска поликлиника 1922. године. Данашњи ДЗ на Врачару изграђен је 1927. године у средишту општине. Дана 28. априла 1953. године дом здравља „Врачар” обједињује рад више амбуланти, здравствених станица и централне школске поликлинике.
У регистар Привредног суда као самостална здравствена организација са директором и органима управљања овај дом здравља уписује се 1963. године.
Према подацима из 2021. године Дом здравља „Врачар” имао је 253 запослена службеника  у сталном радном односу, уговорених са Фондом здравственог осигурања, 30. запослена у стоматолошкој служби и 22. запослених на одређено време, чији се лични дохоци финансирају из сопствених средстава.